# 挪威國家足球隊
挪威國家足球隊由挪威足球協會管理，曾三次（1938年、1994年、1998年）晉身世界盃決賽週，並在2000年打進歐洲國家盃。他們的主場是烏勒瓦爾球場，有28,000個座位。
一直以來挪威都沒有甚麼豐功偉績做出來，唯一最好的要數在1998年世界杯，該屆他們在小組賽擊敗世界冠軍巴西，在分組賽出線次圈。隨後由於欠缺突出的領導人才和具素質球員，自2000年晉級後，再無任何大賽成績，近幾年已開始逐步「魚腩化」，外圍賽基本上全部陪跑告終。
現時挪威的球衣贊助商是Nike。

## 歷史

### 早期歷史
在1880年代，足球由英國傳入，並迅速成為挪威人的喜好。挪威第一個足球會：Christiania Footballclub於1885年創立。在之後的幾年，很多足球會也成立，在1902年，挪威足球協會成立，挪威足總盃開始舉辦進行比賽。到了1908年，因為瑞典足球協會的邀請，他們的國家隊也成立了。

### 1910年代：初試蹄聲
挪威第一場國際賽在1908年7月12日於哥德堡對著瑞典，這一場也是瑞典的第一場國際賽，不過瑞典的實力明顯高很多，因為瑞典以11比3擊敗他們。兩年後他們再次比賽，對手仍是瑞典，但這次比賽回到他們的主場。雖然如此，瑞典仍以4比0大勝。在1912年的斯德哥爾摩奧運會，他們亦被丹麥及澳洲打敗。
由此看來，1908年至1917年是挪威最乏善可陳的時代，因為他們一直得不到一次勝利。其中1917年10月7日他們更被丹麥以12比0擊敗，這是挪威最慘不忍睹的失敗。

### 1920年代：急速起飛
為了打破困局，挪威足總找來了瑞典人比爾格·梅勒 執教國家隊，慕拿在執教期間為國家隊球員改善技術及隊員合作性。經過27次落敗，1918年6月16日挪威在奧斯陸以3比1擊敗丹麥，乃國家隊首場主場贏波；幾個月後又在哥德堡以5比1擊敗瑞典，取得首次作客勝利。
1920年代挪威國家隊開始起飛，奧運會在比利時安特衛普舉行。開幕賽面對著英格蘭，以3比1輕鬆擊敗英格蘭。挪威在幾年間勝出不少比賽，其中還贏了對手瑞典幾次；1929年6月23日挪威又以5比2擊敗丹麥，乃挪威首次作客打敗丹麥。

### 1930年代：光輝歲月
1936年夏季奧林匹克運動會更是挪威最光輝的一年，該屆挪威贏了匈牙利、澳洲、土耳其；次圈又以2比0徹底地擊敗德國，雖然在準決賽敗給意大利，但在季軍戰挪威卻以3比2擊敗波蘭，奪得銅牌。
兩年後挪威首次打入世界盃決賽週。1938年的世界盃採取直接淘汰賽制，他們一開始就對著世界冠軍意大利。跟1936年夏季奧林匹克運動會一樣，比賽進入加時而意大利贏了比賽晉身第二圈，他們最後更贏得當年的冠軍。
在1939年10月22日，挪威於哥本哈根以1比4敗陣給丹麥。這場比賽後，挪威接近六年沒有打過國際賽。

### 1940年代：重新出發
1940年挪威被納粹德國入侵，所有足球活動停止，很多足球員被送到集中營。雖然足球員也嘗試保持狀態，還參加一些不正統的比賽，但要在五年後光復，他們才繼續足球運動。戰後第一次比賽是於1945年10月21日在斯德哥爾摩面對著老對手瑞典。六年的淪陷令挪威足球發展倒退，由於對手瑞典沒有被捲入戰爭，所以實力提升不少，他們在這場比賽以10比0擊敗挪威，挪威的黃金年代已過去。 
二次大戰後的挪威有很多新人加入，其中最有名的是前鋒根納爾·索雷森和後衛托爾比約恩·斯文森。雖然這陣容完全比不起戰前，但仍有幾場勝仗，舉例有1946年以12比0擊敗芬蘭，以及1948年以11比0擊敗美國。
1949年，年僅18歲的前鋒佩爾·佈雷德森首次為挪威上陣就為挪威取得入球。進入1950年代，人們都認為挪威會在國際賽上取得好成績，不幸比達臣很快就不能為挪威上陣。1952年比達臣接受意大利球會的合約。根據挪威足協的規則，他不能為挪威上陣，因為在其他西歐國家已引入職業足球，可是挪威仍然死守業餘足球的舊制度。

### 1950年代：平平無奇
1950年代挪威的戰績特差，只曾贏過弱隊芬蘭及冰島幾次，另外曾經在1957年的世界盃外圍賽爆冷贏過匈牙利，可是在第二回合被匈牙利以5比0擊敗。
沒有人知道假如挪威隊得到比達臣的加入會否增強實力，但是挪威仍然死守著業餘足球員條例。1959年挪威四場比賽都落敗失22球，更在雷克雅維克以0比1敗陣給冰島。結果1960年挪威足協答應放寬條例，容許一些效力海外球會的球員回到國家隊效力。

### 1960年代：時好時差
經過一個強差人意的年代，挪威隊的成績始還是時好時壞。挪威雖曾創造幾次驚人勝仗，如在1962年贏了瑞典和荷蘭。但於1963年卻被蘇格蘭以4比3擊敗，並被波蘭以9比0擊敗，可見挪威足球水平仍在歐洲中游。 
在1965年的世界盃外圍賽，挪威曾以3比0贏了南斯拉夫，但面對著法國，卻輸掉告終。在1970年世界盃的外圍賽，挪威再一次面對法國，在主場以1比3被打敗，但在作客時卻竟以1比0勝出。

### 1970年代：平靜下來
1969年挪威正式廢除不合時宜的業餘球員制度，一些在國外球會效力的職業球員都可以加入挪威隊。但制度改變卻未帶來好成績。在1972年歐洲國家盃外圍賽，挪威六場比賽只得一分；在1972年的1974年世界盃的外圍賽，挪威以0比9輸給荷蘭；在1973年又經歷另一次羞恥敗仗，輸給盧森堡。而挪威亦未曾進軍世界杯和歐洲國家杯。
在1970年代未，挪威有顯著的成長，1978年世界杯外圍賽雖然贏了重要比賽，但在最後一場以0比1敗予瑞士，而挪威亦再一次不能晉級世界盃決賽週。1979年挪威國家奧運隊擊敗芬蘭和西德的業餘隊後，成功晉身1980年夏季奧林匹克奧運會。可是他們並沒有機會比賽，因為參加了由美國發起對蘇聯入侵阿富汗的杯葛，很多西歐國家也杯葛這屆奧運。

### 1980年代: 敗多於勝
1980年代的挪威偶然間也創下不少豐功偉績，但都不足以晉身大型賽事。如在1982年世界盃的外圍賽挪威贏了瑞士，但卻輸給匈牙利及羅馬尼亞，再次不能晉身1982年世界盃決賽週。1984年歐洲國家杯外圍賽，挪威以3比1擊敗南斯拉夫，可惜在及後比賽卻僅得一分，結果無緣出席1984年歐洲國家杯決賽週。
1985年挪威曾經贏意大利2比1，翌年春又以1比0打敗阿根廷，不過全部只是無關痛癢的友誼賽。挪威不論在1986年世界盃外圍賽和1988年歐洲國家杯，都悉數落敗收場，舉例在1986年世界杯外圍賽以1比5敗給丹麥。

### 1990年代: 重新飛翔
經過失去1992年歐洲國家杯決賽週席位後，1992年埃吉爾·羅傑·奧爾森接掌挪威國家隊，標誌著挪威足球隊的起飛。奧臣把先進的西歐國家隊打法引進國家隊，並引進科學方法訓練球隊。許多新秀如伊文德·萊昂哈德森、斯蒂格·英格·比約內貝耶、拉爾斯·博希甯和埃里克·米克蘭都是奧臣一手培育出來的。而這群球員亦紛紛前往英超聯球會效力，由強至曼聯弱至修咸頓都有挪威球員在陣。
闊別世界杯56年後，挪威在1994年世界杯外圍賽中，竟壓倒荷蘭及英格蘭兩支傳統勁旅晉身決賽週，與意大利、墨西哥和愛爾蘭同組，結果與另三支隊伍同四分，但因入球最少 (僅入一球) 而在分組賽包尾被淘汰。雖然如此，這已是挪威國家隊數十年來的最佳成績，儘管仍未能晉身1996年歐洲國家杯決賽週，但湧現不少球星並多在英超聯效力，包括車路士的托雷·安德烈·費奧及曼聯的蘇斯克查。同時挪威亦在1997年以4比2赢了世界冠軍巴西，進一步改善形象。
1998年世界杯挪威國家隊亦創下參賽世界杯以來最好成績，他們雖然在首二場分組賽和波告終，但在最後一場以2比1贏了巴西，乃挪威兩年來第二次擊敗巴西。晉身十六強後面對著守力一流的意大利，在下半場被意大利攻破大門，最終以0比1被淘汰出局。

### 2000年代: 打回原形未見家鄉
世界杯結束後挪威國家隊改由森比執教。森比上任後一直採取非常保守的戰略，一味只靠防守，不求進攻，導致入球率偏低，在2000年歐洲國家杯決賽週便是因為只靠防守，在分組賽得分上再一次因得失球差而首圈出局，重蹈了1994年世界杯的覆轍。
其後挪威國家隊的骨幹成員包括伊文德·萊昂哈德森、斯蒂格·英格·比約內貝耶、拉爾斯·博希甯和埃里克·米克蘭和蘇斯克查等因年紀漸大體能下降而未獲所屬球會重用，導致狀態不足，並相繼退役，加上沒有具質素新人接班，故此自2000年後成績下滑，實力只屬歐洲中等，一直都只在外圍賽陪跑，未能再打進決賽周。
2020年12月3日，拉尔斯·拉德贝克辭職後，挪威前國腳斯塔爾·索爾巴肯簽署為期四年的合約成為挪威國家足球隊主教練。

### 2022年代: 重新飛翔
隨著新星艾寧·夏蘭特和的堀起，挪威逐漸去魚腩化，並於2022年世界盃外圍賽首五輪賽事取得三勝一和一負的佳績，一度位列小組第二與首名的荷蘭同分，有望至少取得外圍賽附加賽的資格。可惜挪威在最後兩場外圍賽，首先在主場被弱旅拉脫維亞迫和，接著作客不敵荷蘭，結果被土耳其趕過跌至小組第三名，被淘汰出局。

## 賽事成績

### 世界盃成績
| 年份   | 最終成績   | 總排名 | 場數 | 勝 | 和* | 負 | 入球 | 失球 |
| ------ | ---------- | ------ | ---- | -- | --- | -- | ---- | ---- |
| 1930年 | 無參賽     | -      | -    | -  | -   | -  | -    | -    |
| 1934年 | 無參賽     | -      | -    | -  | -   | -  | -    | -    |
| 1938年 | 十六強賽   | 12     | 1    | 0  | 0   | 1  | 1    | 2    |
| 1950年 | 無參賽     | -      | -    | -  | -   | -  | -    | -    |
| 1954年 | 未能晉級   | -      | -    | -  | -   | -  | -    | -    |
| 1958年 | 未能晉級   | -      | -    | -  | -   | -  | -    | -    |
| 1962年 | 未能晉級   | -      | -    | -  | -   | -  | -    | -    |
| 1966年 | 未能晉級   | -      | -    | -  | -   | -  | -    | -    |
| 1970年 | 未能晉級   | -      | -    | -  | -   | -  | -    | -    |
| 1974年 | 未能晉級   | -      | -    | -  | -   | -  | -    | -    |
| 1978年 | 未能晉級   | -      | -    | -  | -   | -  | -    | -    |
| 1982年 | 未能晉級   | -      | -    | -  | -   | -  | -    | -    |
| 1986年 | 未能晉級   | -      | -    | -  | -   | -  | -    | -    |
| 1990年 | 未能晉級   | -      | -    | -  | -   | -  | -    | -    |
| 1994年 | 小組賽     | 17     | 3    | 1  | 1   | 1  | 1    | 1    |
| 1998年 | 十六強賽   | 15     | 4    | 1  | 2   | 1  | 5    | 6    |
| 2002年 | 未能晉級   | -      | -    | -  | -   | -  | -    | -    |
| 2006年 | 未能晉級   | -      | -    | -  | -   | -  | -    | -    |
| 2010年 | 未能晉級   | -      | -    | -  | -   | -  | -    | -    |
| 2014年 | 未能晉級   | -      | -    | -  | -   | -  | -    | -    |
| 2018年 | 未能晉級   | -      | -    | -  | -   | -  | -    | -    |
| 2022年 | 未能晉級   | -      | -    | -  | -   | -  | -    | -    |
| 總結   | 二次十六強 | 3/22   | 8    | 2  | 3   | 3  | 7    | 9    |

### 歐洲國家盃成績
| 年份   | 最終成績 | 場數 | 勝 | 和* | 負 | 入球 | 失球 |
| ------ | -------- | ---- | -- | --- | -- | ---- | ---- |
| 1960年 | 未能晉級 | -    | -  | -   | -  | -    | -    |
| 1964年 | 未能晉級 | -    | -  | -   | -  | -    | -    |
| 1968年 | 未能晉級 | -    | -  | -   | -  | -    | -    |
| 1972年 | 未能晉級 | -    | -  | -   | -  | -    | -    |
| 1976年 | 未能晉級 | -    | -  | -   | -  | -    | -    |
| 1980年 | 未能晉級 | -    | -  | -   | -  | -    | -    |
| 1984年 | 未能晉級 | -    | -  | -   | -  | -    | -    |
| 1988年 | 未能晉級 | -    | -  | -   | -  | -    | -    |
| 1992年 | 未能晉級 | -    | -  | -   | -  | -    | -    |
| 1996年 | 未能晉級 | -    | -  | -   | -  | -    | -    |
| 2000年 | 小組賽   | 3    | 1  | 1   | 1  | 1    | 1    |
| 2004年 | 未能晉級 | -    | -  | -   | -  | -    | -    |
| 2008年 | 未能晉級 | -    | -  | -   | -  | -    | -    |
| 2012年 | 未能晉級 | -    | -  | -   | -  | -    | -    |
| 2016年 | 未能晉級 | -    | -  | -   | -  | -    | -    |
| 2020年 | 未能晉級 | -    | -  | -   | -  | -    | -    |
| 2024年 | 未能晉級 | -    | -  | -   | -  | -    | -    |
| 總結   | 1/16     | 3    | 1  | 1   | 1  | 1    | 1    |

### 歐足聯國家聯賽成绩
| 年份    | 最终成绩       | 场数 | 胜 | 和* | 负 | 入球 | 失球 | 備考                   |
| ------- | -------------- | ---- | -- | --- | -- | ---- | ---- | ---------------------- |
| 2018–19 | 未能晉身決賽週 | 6    | 4  | 1   | 1  | 7    | 2    | 聯賽C，下季升級至聯賽B |
| 2020–21 | 未能晉身決賽週 | 6    | 3  | 1   | 2  | 12   | 7    | 聯賽B                  |
| 2022–23 | 未能晉身決賽週 | 6    | 3  | 1   | 2  | 7    | 7    | 聯賽B                  |
| 总结    | 0/3            | 18   | 10 | 3   | 5  | 26   | 16   | --                     |

（*）包括淘汰赛阶段要以延长赛或十二码决胜之和局（90分钟）。

## 近賽成績

### 2024年歐洲足球錦標賽外圍賽
| 排名 | 隊伍     | 賽 | 勝 | 和 | 負 | 得 | 失 | 差  | 分 | 獲得資格               |  |     |     |     |     |     |
| ---- | -------- | -- | -- | -- | -- | -- | -- | --- | -- | ---------------------- |  | --- | --- | --- | --- | --- |
| 1    | 西班牙   | 8  | 7  | 0  | 1  | 25 | 5  | +20 | 21 | 晉級決賽周賽事         |  | —   | 2–0 | 3–0 | 3–1 | 6–0 |
| 2    | 苏格兰   | 8  | 5  | 2  | 1  | 17 | 8  | +9  | 17 | 晉級決賽周賽事         |  | 2–0 | —   | 3–3 | 2–0 | 3–0 |
| 3    | 挪威     | 8  | 3  | 2  | 3  | 14 | 12 | +2  | 11 |                        |  | 0–1 | 1–2 | —   | 2–1 | 3–1 |
| 4    |          | 8  | 2  | 2  | 4  | 12 | 18 | −6  | 8  | 通過國家聯賽晉身附加賽 |  | 1–7 | 2–2 | 1–1 | —   | 4–0 |
| 5    | 賽普勒斯 | 8  | 0  | 0  | 8  | 3  | 28 | −25 | 0  |                        |  | 1–3 | 0–3 | 0–4 | 1–2 | —   |

## 球員紀錄
2023年11月22日更新，粗体字代表現役的球员

### 出场纪录
| 編號 | 姓名                                     | 效力时期  | 位置 | 出场 | 进球 |
| ---- | ---------------------------------------- | --------- | ---- | ---- | ---- |
| 1    | 約翰·懷斯 （John Arne Riise）            | 2000–2013 | 中場 | 110  | 16   |
| 2    | 索比約恩·斯文森 （Thorbjørn Svenssen）   | 1947–1962 | 後衛 | 104  | 0    |
| 3    | 亨宁·伯格 （Henning Berg）               | 1992–2004 | 後衛 | 100  | 9    |
| 4    | 埃里克·托爾斯特維特 （Erik Thorstvedt）  | 1982–1996 | 門將 | 97   | 0    |
| =5   | 约翰·卡鲁 （John Carew）                 | 1998–2011 | 前鋒 | 91   | 24   |
| =5   | 汉格兰德 （Brede Hangeland）             | 2002–2014 | 後衛 | 91   | 4    |
| 7    | 伊文德·萊昂哈德森 （Øyvind Leonhardsen） | 1990–2003 | 中場 | 86   | 19   |
| =8   | 凱蒂爾·里克達爾 （Kjetil Rekdal）        | 1987–2000 | 中場 | 83   | 17   |
| =8   | 摩頓柏達臣 （Morten Gamst Pedersen）     | 2004–2014 | 中場 | 83   | 17   |
| 10   | 斯特芬·伊弗森 （Steffen Iversen）        | 1998–2011 | 前鋒 | 79   | 21   |

### 進球纪录
| 編號 | 姓名                                | 效力时期  | 位置 | 出场 | 进球 |
| ---- | ----------------------------------- | --------- | ---- | ---- | ---- |
| 1    | 約爾根·尤文 （Jørgen Juve）         | 1928–1937 | 前鋒 | 45   | 33   |
| 2    | 艾寧·夏蘭特 （Erling Haaland）      | 2019–     | 前鋒 | 28   | 27   |
| 3    | 艾納爾·岡德森 （Einar Gundersen）   | 1917–1928 | 前鋒 | 33   | 26   |
| 4    | 哈拉爾德·亨納姆 （Harald Hennum）   | 1949–1960 | 前鋒 | 43   | 25   |
| 5    | 约翰·卡鲁 （John Carew）            | 1998–2011 | 前鋒 | 91   | 24   |
| =6   | 蘇斯克查 （Ole Gunnar Solskjær）    | 1995–2007 | 前鋒 | 67   | 23   |
| =6   | 托爾·安德烈·費奧 （Tore André Flo） | 1995–2004 | 前鋒 | 76   | 23   |
| 8    | 岡納爾·索勒森 （Gunnar Thoresen）   | 1946–1959 | 前鋒 | 64   | 22   |
| 9    | 斯特芬·伊弗森 （Steffen Iversen）   | 1998–2011 | 前鋒 | 79   | 21   |
| =10  | 約書亞·金（Joshua King）            | 2012–     | 前鋒 | 62   | 20   |
| =10  | 費托夫特 （Jan Åge Fjørtoft）       | 1986–1996 | 前鋒 | 71   | 20   |

## 著名球員
- 托爾·安德烈·費奧（Tore André Flo （页面存档备份，存于））
- 哈瓦德·弗洛（Havard Flo）
- 約斯坦·弗洛（Jostein Flo）
- 艾里克·巴克（Eirik Bakke）
- 羅尼·詹森（Ronnie Johnson）
- 亨宁·伯格 （Henning Berg）
- 凱蒂爾·安德列·雷克達爾（Kjetil André Rekdal）
- 弗羅德·戈爾達斯（Frode Gordas）
- 約翰·懷斯（John Arne Riise）
- 汉格兰德（Brede Hangeland）
- 摩頓柏達臣（Morten Gamst Pedersen）
- 蘇斯克查（Ole Gunnar Solskjær）
- 約爾根·尤文（Jørgen Juve）
- （Jørn Andersen）
- 約書亞·金（Joshua King）
- 伊文德·萊昂哈德森（Øyvind Leonhardsen）
- 斯蒂格·英格·比約內貝耶（Stig Inge Bjørnebye）
- 拉爾斯·博希甯（Lars Bohinen）
- 埃里克·米克蘭（Erik Mykland）
- 斯特芬·伊弗森（Steffen Iversen）
- 埃尔林·哈兰德（Erling Haaland）
- 马丁·厄德高（Martin Odegaard）

## 外部連結
- 挪威足球協會的官方網頁 （页面存档备份，存于）
- RSSSF archive of results 1908- （页面存档备份，存于）